# Rio Greaca
O Rio Greaca é um rio da Romênia, afluente do Lozova, localizado no distrito de Galaţi.